# ジャズ (ライ・クーダーのアルバム)
『ジャズ』（Jazz）は、アメリカ合衆国のミュージシャン、ライ・クーダーが1978年に発表した、ソロ名義では6作目のスタジオ・アルバム。

## 背景
ジェリー・ロール・モートンやビックス・バイダーベックといった初期ジャズの作曲家の作品、19世紀後半から20世紀初頭のクーン・ソング、それにジョセフ・スペンスにより改作された宗教歌を取り上げた内容である。「ビッグ・バッド・ビル・イズ・スウィート・ウィリアム・ナウ」、「シャイン」、「ノーバディ」の3曲を除けばいずれもインストゥルメンタルとしての録音で、「ザ・パールズ/ティア・ホァナ」はクーダー自身による弦楽器の多重録音、「きらめき」はクーダーのギター独奏である。

## 反響・評価
母国アメリカではBillboard 200入りを逃す結果となった。一方、スウェーデンでは1978年6月2日付のアルバム・チャートで39位、ニュージーランドでは6月11日付のアルバム・チャートで40位、オランダでは7月1日付のアルバム・チャートで49位を記録している。
Brett Hartenbachはオールミュージックにおいて5点満点中3点を付け「ライ・クーダー自身が執筆した情報量の多いライナーノーツから、素晴らしい楽曲に至るまで、『ジャズ』はとにかく教育的である。しかし、この音楽に少しの間触れれば、なぜこうした音楽が存在し、現在とも関連性を持ち続け、愛され続けてきたのかわかることだろう」と評している。
映画監督のウォルター・ヒルは、本作を気に入ったことからクーダーに映画『ロング・ライダーズ』（1980年公開）のサウンドトラックの作曲を依頼し、以後の作品でも度々クーダーを起用した。

## 収録曲
1. ビッグ・バッド・ビル・イズ・スウィート・ウィリアム・ナウ - Big Bad Bill Is Sweet William Now (Milton Ager, Jack Yellen) - 3:37
2. 顔を見合わせて - Face to Face That I Shall Meet Him (Traditional, adapted by Joseph Spence) - 3:21
3. ザ・パールズ/ティア・ホァナ - The Pearls/Tia Juana (Jelly Roll Morton, adapted by Ry Cooder) - 4:21
4. 夢 - The Dream (Jack the Bear, Jess Pickett) - 5:06
5. ハッピー・ミーティング・イン・グローリー - Happy Meeting in Glory (Traditional, adapted by J. Spence) - 3:16
6. インナ・ミスト - In a Mist (Bix Beiderbecke) - 2:09
7. きらめき - Flashes (B. Beiderbecke) - 2:19
8. ダヴェンポート・ブルース - Davenport Blues (B. Beiderbecke) - 2:05
9. シャイン - Shine (Cecil Mack, Ford Dabney) - 3:45
10. ノーバディ - Nobody (Bert Williams) - 5:12
11. いつか幸せが - We Shall Be Happy (Traditional, adapted by J. Spence) - 3:15

## 参加ミュージシャン
- ライ・クーダー - ギター(all songs)、ボーカル(on #1, #9, #10)、ティプレ(on #3)、マンドリン(on #3)、ハープ(on #3)
- ジョセフ・バード - アレンジ、指揮
- デヴィッド・リンドレー - マンドバンジョー(on #2)、マンドリン(on #5, #11)
- ジョン・ロドビー - ピアノ(on #1, #9)
- アール・ハインズ - ピアノ(on #4)
- バーバラ・スターキー - パンプ・オルガン(on #2, #5, #11)
- チャック・ドマニコ - ベース(on #4)
- トム・ペドリーニ - ベース(on #6, #8)
- チャック・バーグホーファー - ベース(on #9)
- マーク・スティーヴンス - ドラムス(on#1, #2, #4, #5, #9, #11)
- ステュアート・ブロットマン - ツィンバロム(on #2, #5, #11)
- トム・コリア - マリンバ(on #4)、ヴィブラフォン(on #6, #8, #9)
- マリオ・ガルネリ - コルネット(on #1)
- オスカー・ブラッシャー - コルネット(on #2, #5, #11)
- ランディ・アルドクロフト - トロンボーン(on #1)
- ジョージ・ボハノン - バリトン・ホルン(on #2)、トロンボーン(on #5, #11)
- レッド・カレンダー（英語版） - チューバ(on #2, #5, #11)
- ハーヴェイ・ピッテル - アルト・サクソフォーン(on #1, #6, #8)、クラリネット(on #9)
- パット・リッツォ - アルト・サクソフォーン(on #1)
- ビル・フッド - バス・サクソフォーン(on #1)
- David Sherr - バスクラリネット(on #6, #8, #9)、クラリネット(on #9)
- ウィリー・シュワルツ - クラリネット(on #9)
- ジミー・アダムス - バックグラウンド・ボーカル(on #9, #10)
- ビル・ジョンソン - バックグラウンド・ボーカル(on #9, #10)
- サイモン・ピコ・ペイン - バックグラウンド・ボーカル(on #9, #10)
- クリフ・ギヴンス - バックグラウンド・ボーカル(on #9, #10)